# سيمون خان
سيمون خان (بالإنجليزية: Simon Khan)‏ هو لاعب غولف بريطاني، ولد في 16 يونيو 1972 في Chingford ‏ في المملكة المتحدة.

## وصلات خارجية
- الموقع الرسمي
- سيمون خان على موقع رابطة أوروبا للاعبي الغولف المحترفين (الإنجليزية)
- سيمون خان على موقع التصنيف العالمي الرسمي للغولف (الإنجليزية)